# Memphrémagog
Pour les articles homonymes, voir Memphrémagog (homonymie).
Memphrémagog est une municipalité régionale de comté de la province de Québec (Canada) dans la région administrative de l'Estrie. Elle est composée de 17 municipalités et son chef-lieu est à Magog.  Son préfet est Jacques Demers. La MRC de Memphrémagog est située dans la circonscription électorale d'Orford qui est représenté à l'Assemblée nationale du Québec par Gilles Bélanger. 

## Géographie

### Entités territoriales
La MRC est constituée de 17 municipalités locales.
| Nom                        | Statut                  | Population 2021 | Superficie (km2) | Densité (h/km2) | Ref. |
| -------------------------- | ----------------------- | --------------- | ---------------- | --------------- | ---- |
| Austin                     | Municipalité            | 1 748           | 86,5             | 20,21           |      |
| Ayer's Cliff               | Municipalité de village | 1 180           | 5,5              | 214,55          |      |
| Bolton-Est                 | Municipalité            | 1 108           | 81,6             | 13,58           |      |
| Eastman                    | Municipalité            | 2 279           | 77,1             | 29,56           |      |
| Hatley                     | Municipalité            | 771             | 66,6             | 11,58           |      |
| Hatley                     | Municipalité de canton  | 771             | 75,9             | 10,16           |      |
| Magog                      | Ville                   | 28 312          | 167,5            | 169,03          |      |
| North Hatley               | Municipalité de village | 675             | 4,6              | 146,74          |      |
| Ogden                      | Municipalité            | 761             | 84,1             | 9,05            |      |
| Orford                     | Municipalité de canton  | 5 007           | 148,6            | 33,69           |      |
| Potton                     | Municipalité de canton  | 2 012           | 278,6            | 7,22            |      |
| Saint-Benoît-du-Lac        | Municipalité            | 43              | 2,4              | 17,92           |      |
| Saint-Étienne-de-Bolton    | Municipalité            | 816             | 49               | 16,65           |      |
| Sainte-Catherine-de-Hatley | Municipalité            | 2 741           | 99,2             | 27,63           |      |
| Stanstead                  | Municipalité de canton  | 1 148           | 135,7            | 8,46            |      |
| Stanstead                  | Ville                   | 2 824           | 22,3             | 126,64          |      |
| Stukely-Sud                | Municipalité de village | 1 142           | 63,8             | 17,9            |      |
| Total                      | Total                   | 54 797          | 1 449            | 37,82           |      |

## Démographie
| 1986   | 1991   | 1996   | 2001   | 2006   | 2011   | 2016   | 2021   |
| ------ | ------ | ------ | ------ | ------ | ------ | ------ | ------ |
| 33 701 | 35 984 | 39 127 | 42 267 | 45 310 | 48 551 | 50 415 | 54 797 |

## Administration
| Période                                  | Période  | Identité          | Étiquette                           | Qualité         |
| ---------------------------------------- | -------- | ----------------- | ----------------------------------- | --------------- |
| 1981                                     | 1994     | Roger Nicolet     | Maire d'Austin                      | Ingénieur civil |
| 1994                                     | 2001     | Pierre Riverin    | Maire de Stukely-Sud                |                 |
| 2001                                     | 2009     | Roger Nicolet     | Maire d'Austin                      | Ingénieur civil |
| 2009                                     | 2011     | Gérard Marinovich | Maire d'Eastman                     |                 |
| 2011                                     | En cours | Jacques Demers    | Maire de Sainte-Catherine-de-Hatley |                 |
| Les données manquantes sont à compléter. |          |                   |                                     |                 |

## Toponymie
Le nom Memphrémagog, qui est une déformation de mamhlawbagak, signifie en langue abénaquie « à la grande étendue d’eau » ou « au lac vaste ».

## Histoire
La MRC de Memphrémagog a été constituée le 1er janvier 1982.